# عمار أوزقان
عمار أوزقان ولد في7 مارس 1910 في الجزائر العاصمة وتوفي يوم 5 مارس 1981 في الجزائر، هو شيوعي متشدد ثم قومي وسياسي جزائري.

## شباب
قادمًا من عائلة ميسورة الحال كانت تملك أراضي شاسعة قبل مصادرتها من طرف السلطات الاستعمارية، تلقّى تعليمه الأول بالمدرسة القرآنية بمسقط رأسه، ثم بالمدرسة الفرنسية، ترك المدرسة في سن 13 للعمل بائعًا للصحف في المزاد قبل أن يصبح عامل تلغراف ثم ساعي بريد. انضم إلى عالم النقابات داخل اتحاد نقابات العمال، حيث أنشأ سنة 1926 فرعا نقابيا بمصالح البريد، انضم بعدها إلى حركة الشباب الشيوعي في عام 1930.

## الحزب الشيوعي الفرنسي
في عام 1934، أصبح أمينًا للحزب الشيوعي الفرنسي في الجزائر. حضر المؤتمر العالمي الثامن للكومنترن في أوت 1935. انضم إلى اللجنة المركزية للحزب الشيوعي الفرنسي في عام 1936 في مؤتمر فيليوربان. فكان أحد القادة الأوائل للحزب الشيوعي الجزائري عند إنشائه في نفس العام، لكنه استبعد عنه بسبب المواقف الاستيعابية لحركة أحباب البيان والحرية لفرحات عباس وحزب الشعب الجزائري لمصالي الحاج .
في عام 1937، انتخب عضوًا في المجلس البلدي للعاصمة، وغادر الحزب الشيوعي الفرنسي بعد الاتفاق الألماني السوفيتي ثم عاد إليه في بداية الحرب العالمية الثانية. عمل متخفيًا وتدرب من عام 1940 حتى عام 1943. وفي عام 1945، انتخب نائباً بالمجلس التشريعي عن العاصمة (21 أكتوبر 1945 – 10 يونيو 1946)، وأصبح بهذه المناسبة السكرتير الأول لمحكمة التحكيم الدائمة قبل استبعاده في 30 ديسمبر 1947 بسبب مواقفه القومية.

## حرب التحرير
اقترب من جمعية العلماء ومحمد البشير الإبراهيمي، وانضم إلى جبهة التحرير الوطني عام 1955 وأصبح مستشارًا سياسيًا مهمًا في منطقة الجزائر. شارك في صياغة أرضية مؤتمر صومام قبل اعتقاله عام 1958، وبقي في السجن حتى أبريل 1962 .

## الوزير
عند الاستقلال كان نائبًا عن المدية في الجمعية التأسيسية . عُين وزيرا للزراعة والإصلاح الزراعي في 27 سبتمبر 1962. هذا الإصلاح الزراعي «المرتجل وغير المنظم» انتهى بالفشل :«مئات الجرارات المعطلة والأراضي غير المستغلة حيث أن أداءها كان مخيبًا للآمال.».
رُقي إلى وزير دولة في 18 سبتمبر 1963، ثم وزيرًا للسياحة في 2 ديسمبر 1964 إلى 19 يونيو 1965 .

## الصحافة الناشطة
من بائع بالمناداة لجريدة صدى الجزائر (بالفرنسية: L'Écho d'Alger) في شبابه، أصبح رئيس تحريرجريدة الكفاح الاجتماعي (بالفرنسية: Luttes sociales) لسان حال الحزب الشيوعي، ثم عمل في الصحيفة الاستقلالية المسلم الشاب (بالفرنسية: Jeune Muslim)، قبل أن يصبح مديرًا مستقلًا للثورة الأفريقية (بالفرنسية: Révolution africaine).

## منشورات
- Ouzegane, Ammar (1 Jan 1962). Le meilleur combat [أفضل قتال] (بالفرنسية). (Julliard) réédition numérique FeniXX. p. 309. ISBN:978-2-260-05041-4. Archived from the original on 2020-07-11.{{استشهاد بكتاب}}:  صيانة الاستشهاد: التاريخ والسنة (link)
- Ouzegane, Ammar (2016). Amar Ouzegane, le révolutionnaire heureux [عمار أوزقان الثائر السعيد] (بالفرنسية). عالم الأفكار. ISBN:978-9931-624-09-7. Archived from the original on 2020-07-11. [10][11]